# 坑口站 (香港)
坑口站（英語：Hang Hau Station）是一個位於香港新界西貢區將軍澳坑口培成路與常寧路地底，屬於港鐵將軍澳綫的鐵路車站，於2002年8月18日正式啟用。
- B出口外的露天廣場（2023年12月）

## 車站結構
坑口站設有兩層：當中車站大堂位於地面；而月台則設於地底。
另外，坑口站的上蓋住宅為蔚藍灣畔，基座商場為連理街，而車站旁邊亦設有隧道的通風口。

### 樓層
| G                 | 大堂 | 出入口、客務中心、商店、自助服務 |   |  |
| L1                | 月台 | \| 側式 · 開左邊车门 \| \| \| \| \| \| \| \| 將軍澳綫往寶琳（終點站） \| 1 \| \| \| \| 2 \| 將軍澳綫往北角及康城[註 3]（將軍澳） \| \| \| \| 側式 · 開左邊车门 \| \| \| \| \| |   |  |
| 側式 · 開左邊车门 |      | |   |  |
|                   |      | 將軍澳綫往寶琳（終點站） | 1 |  |
|                   | 2    | 將軍澳綫往北角及康城（將軍澳） |   |  |
| 側式 · 開左邊车门 |      | |   |  |

### 大堂
有別於其他將軍澳綫車站大堂，坑口站大堂則稍為寬敞。而大堂內亦提供各類型的商店以及自助服務設施；而客務中心位於大堂中央，其旁邊亦設有香港郵政郵箱；而近B出口的非付費區大堂亦設有港鐵「會員服務站」。
- 車站大堂（2023年12月）
- 車站八達通增值機及查閱機（2023年12月）

### 月台
坑口站設有2個側式月台，並以對向式月台排列，而兩條路軌之間以牆壁分隔，並設有廣告燈箱，而兩個月台均已裝設月台幕門。
- 1號月台（將軍澳綫往寶琳方向，2021年7月）
- 2號月台（將軍澳綫往北角／康城方向，2021年7月）

另外，車站月台末端設有緊急出口樓梯，為市區綫非轉車站中較為少有及罕見的設計。另外，由於列車由坑口站前往寶琳站途中需要從雙線轉入單線（寶琳站僅設一個側式月台），故列車或會為了保持安全距離、等待信號或在控制中心要求而在未到達寶琳站時減速甚至停下，或在坑口站月台等候，直至前方列車離開寶琳站月台後方可前往。
此外，月台末端則與其他港鐵新建車站一樣，均有預留空間供車長工作，與其他舊式車站設計不同。

### 出入口
|                                  |              | |      |
| 編號                             | 指示         | 建議前往的目的地 | 圖片 |
| 出口 · A · 1 · 同层              | 蔚藍灣畔     | 連理街商場、厚德邨、蔚藍灣畔、天主教鳴遠中學、頌明苑、東港城、中國基督教播道會厚恩堂家庭活動中心、靈實長者地區服務 - 厚德中心、港澳信義會小學、景林邨、保良局甲子何玉清中學、TKO Gateway、將軍澳官立小學、裕明苑、連理街商場                                 |      |
| 出口 · A · 2 · 盲道标志 · 同层   | 安寧花園     | 安寧花園、靈實醫院、保良局馮晴紀念小學、常寧遊樂場、天主教聖安德肋堂、天主教聖安德肋幼稚園、將軍澳公共圖書館、將軍澳體育館、將軍澳游泳池 |      |
| 出口 · B · 1 · 升降机标志 · 同层 | 連理街商場   | 連理街商場、坑口村、靈實胡平頤養院、西貢將軍澳政府綜合大樓、港澳信義會慕德中學、顯明苑、樂頤居、新寶城、海悅豪園、明德邨、南豐廣場、和明苑、煜明苑、仁濟醫院陳耀星小學、坑口站公共運輸交匯處、水邊村、田下灣村、坑口天后廟、將軍澳醫院、將軍澳寶寧路健康中心 |      |
| 出口 · B · 2 · 盲道标志 · 同层   | 將軍澳運動場 | 將軍澳運動場、坑口社區會堂、坑口體育館、香港單車館、基督教神召會梁省德小學、坑口文曲里公園、尚德邨 |      |
| 註： 設有 \| 設有 \| 設於同一層  |              | |      |

## 利用狀況
坑口站鄰近多個住宅如東港城、蔚藍灣畔、南豐廣場、厚德邨、安寧花園等，以及將軍澳醫院與西貢將軍澳政府綜合大樓等的公共設施，同時也要兼顧往返清水灣半島、將軍澳工業邨、香港科技大學及西貢市中心等的轉車乘客，因此乘客使用率極高。
而自康城站通車後，將軍澳綫往返北角站至寶琳站的列車於繁忙時段內由每小時22班縮減至每小時18班，導致坑口站的擁擠情況雪上加霜，更經常出現乘客無法登車的情況。因此，民主黨曾兩度抗議班次調整的安排，同時亦有部分將軍澳居民對班次調整安排感到相當不滿及擾民。

## 接駁交通
坑口站是整個將軍澳新市鎮唯一可供新界的士駛入的港鐵站，周邊街道亦獲放寬供新界的士上落客。上蓋設有坑口站公共運輸交匯處，由當時的地鐵公司負責興建，費用則由政府支付。

## 歷史

### 車站興建及啟用
坑口站由羅麥莊馬香港有限公司與柏濤建築師有限公司合作設計，並由法國寶嘉（香港）建築有限公司承建，於1999年4月動工。
在將軍澳綫落實前，坑口站月台東南方（即往將軍澳站方向）的管道在上方修建培成路時已預先興建，因此在鐵路工程期間毋須封閉及挖掘該路段，故車站周邊以單程行車為主的道路得以維持正常行車。至於車站所在地已在規劃將軍澳新市鎮時以鐵路預留地的方式預留，曾用作露天收費停車場，直到興建將軍澳綫前被收回。將軍澳綫的動工儀式及嘉年華正是於該處舉行。
而坑口站並隨著將軍澳綫第一期（北角至寶琳段）於2002年8月18日通車而啟用。而車站亦於康城站啟用前為港鐵（前地鐵）系統中位處於最東端車站。

### 反修例事件

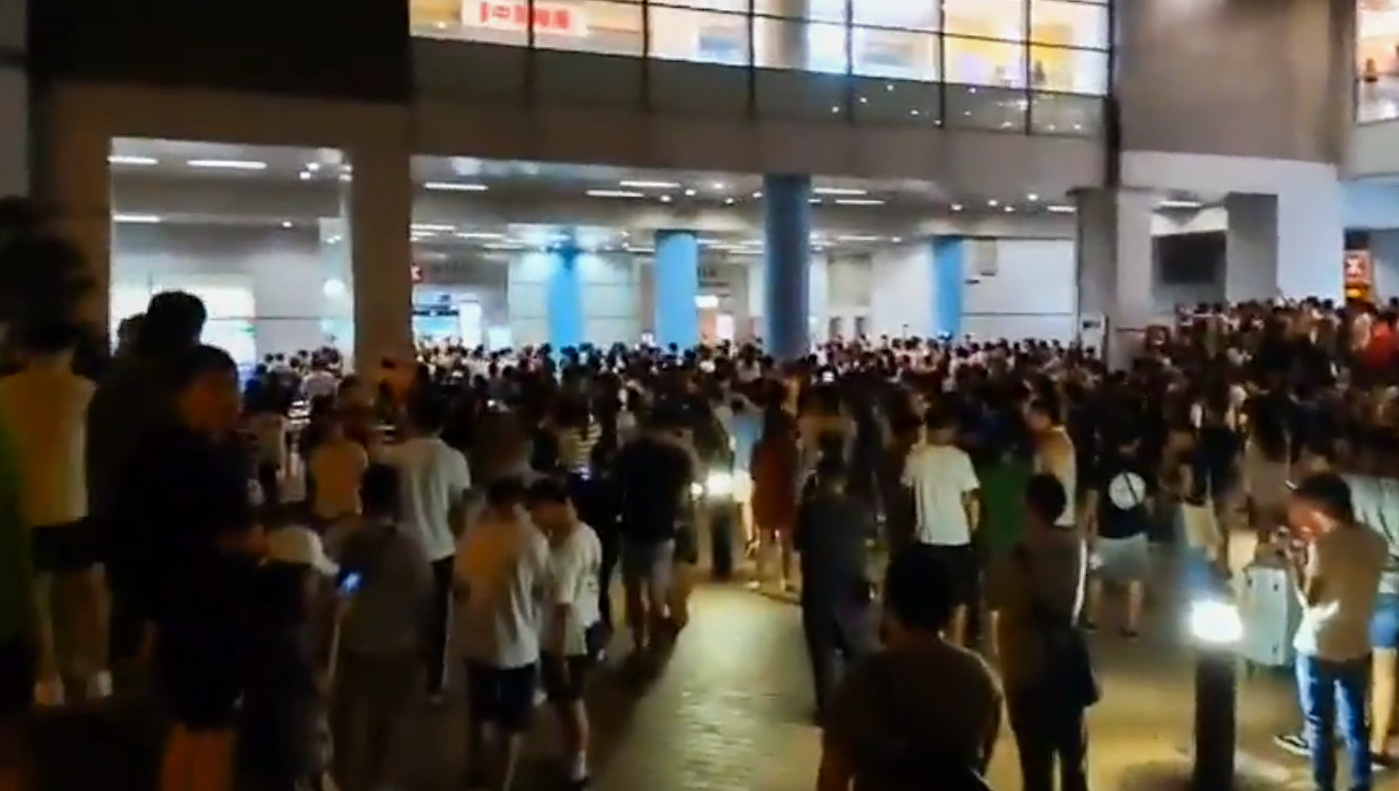
9月5日晚上，大批市民在坑口站外的廣場聚集

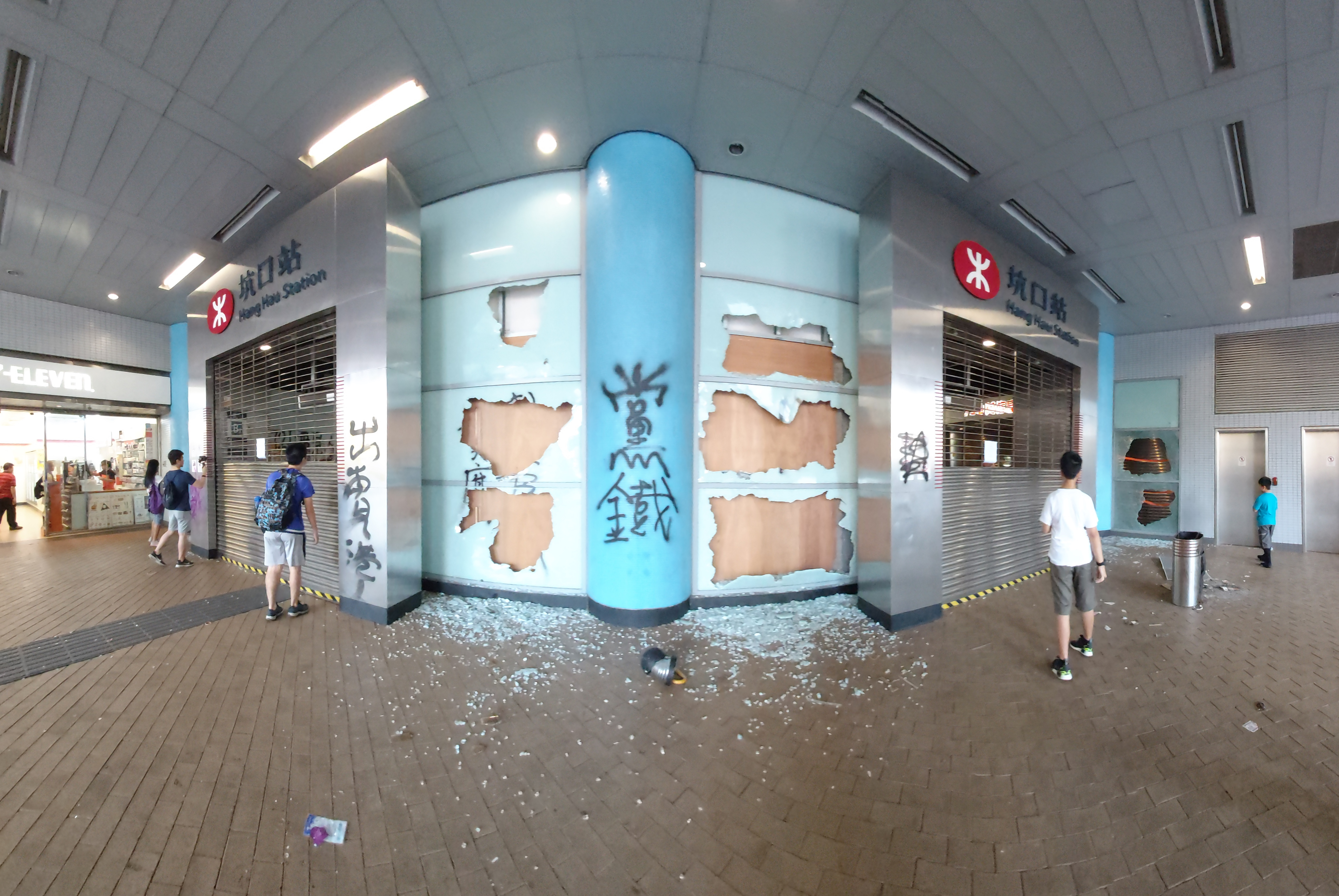
2019年10月反對逃犯條例修訂草案運動期間被破壞的坑口站，牆面遭示威者噴上「黨鐵」字樣

- 2019年8月31日晚上11時30分左右，有市民於港鐵站外聚集，對港鐵五條晚上陸續停駛表達不滿。港鐵關閉車站後警員一度到場，引起不少街坊不滿。警員離開後有市民一度鐵閘拉起，但未有進入車站。直到翌日凌晨約1時30分，有示威者進入站內拍打車站設施。約5分鐘後，超過10部警車抵達現場，警員截查現場人士及進行搜身，常寧路有人用鐳射筆照射警車。其後有軍裝警員突然跑入頌明苑，將三名男女被制服，其中一名被制服男子受傷倒地，救護員到場將他送院治理。當日凌晨3時半，有警員在離開時其中一架警車遭市民包圍，並用雨傘追打車身，最後成功離去[10]。
- 2019年9月5日晚上8時許，10多名防暴警員進入大堂，引來近300市民聚集及指罵。直到當晚約10時，由於車站A出口落閘，市民亦轉往B出口外聚集，防暴警員其後到站外驅散並一度出示藍旗，部分持胡椒噴劑指向市民。直至翌日凌晨12時30分左右，有防暴警員再次驅散聚集市民，期間一名在文曲里路過的男街坊被人從後推跌臉部受傷，需送院治理[11]。當晚凌晨1時許，一名自稱記者的男子因不滿被警員稱為「曱甴（蟑螂）」而與警方爭論，其後被6名警員按壓在地及被警方帶走[12][13]。他報稱下體受傷，需要救護車送院[14]。

## 外部連結
- 港鐵公司－坑口站街道圖（页面存档备份，存于）
- 港鐵公司－坑口站位置圖（页面存档备份，存于）
- 港鐵公司－坑口站列車服務時間（页面存档备份，存于）
- 香港鐵路大典上的相关条目：坑口站